# Relazioni bilaterali tra Italia e Stati Uniti d'America

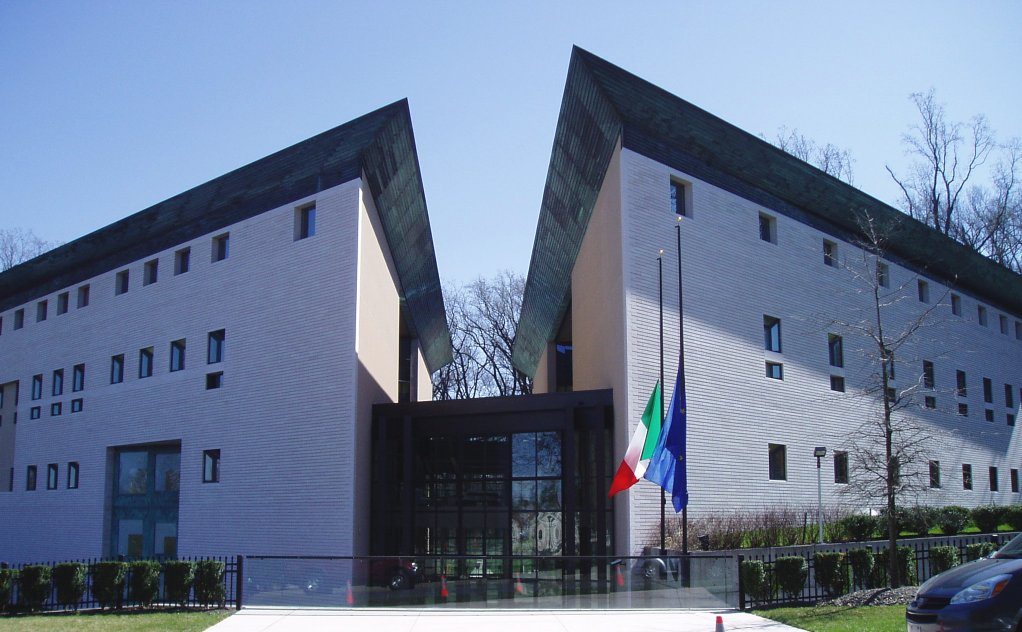
L'ambasciata italiana a Washington.

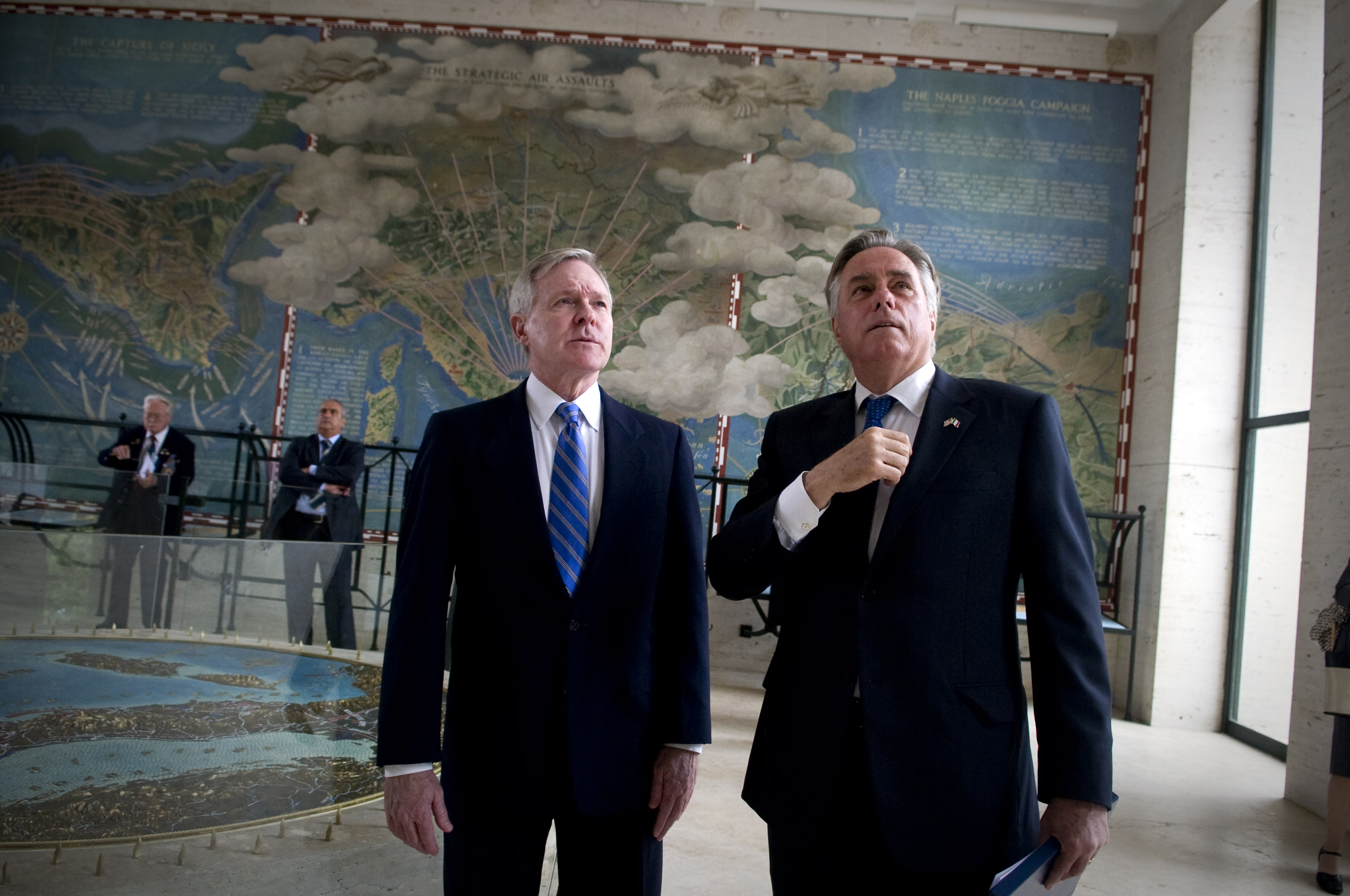
Il Segretario della Marina (SECNAV) l'onorevole Ray Mabus (a sinistra) e l'ambasciatore degli Stati Uniti in Italia David Thorne, si incontrano prima della cerimonia di commemorazione del Memorial Day a Nettuno, Italia.

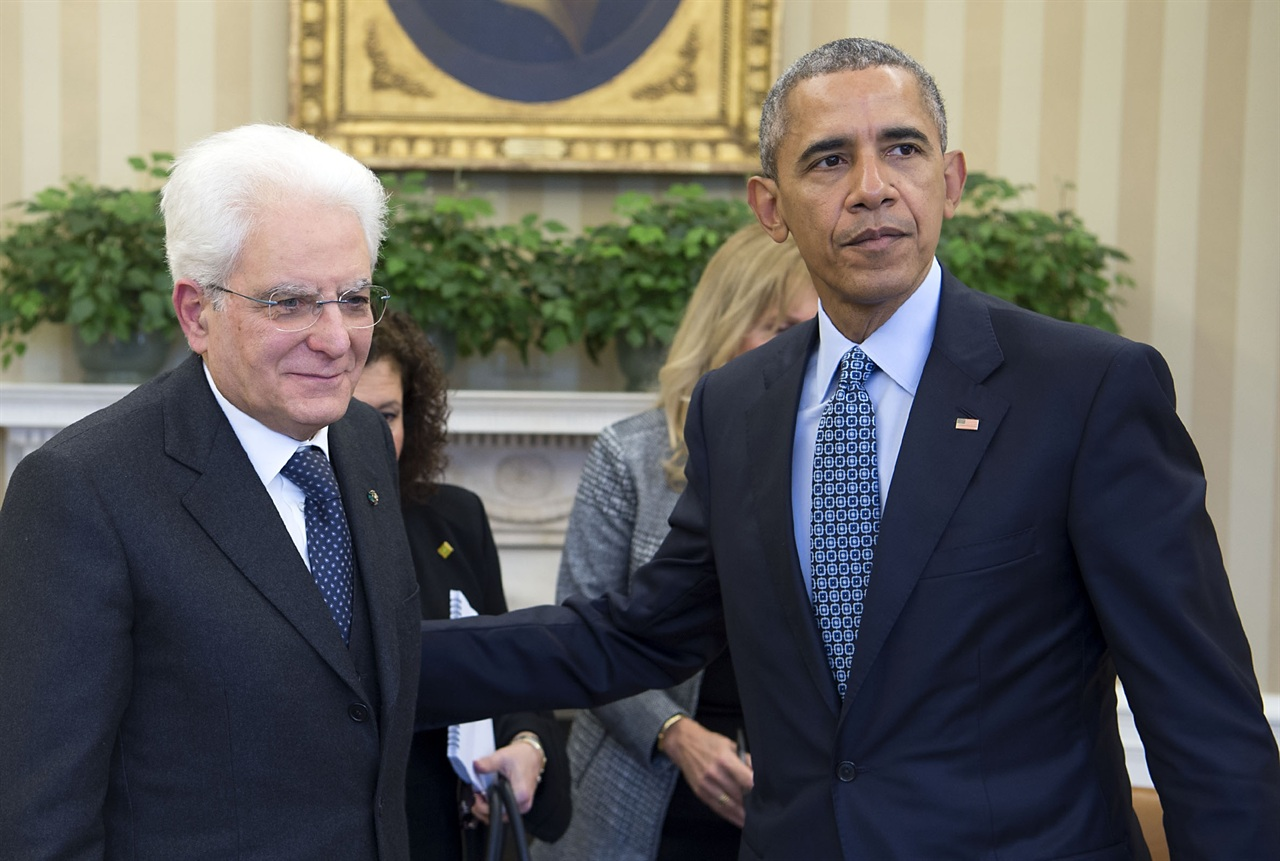
Il Presidente degli Stati Uniti, Barack Obama, incontra il Presidente della Repubblica Sergio Mattarella.

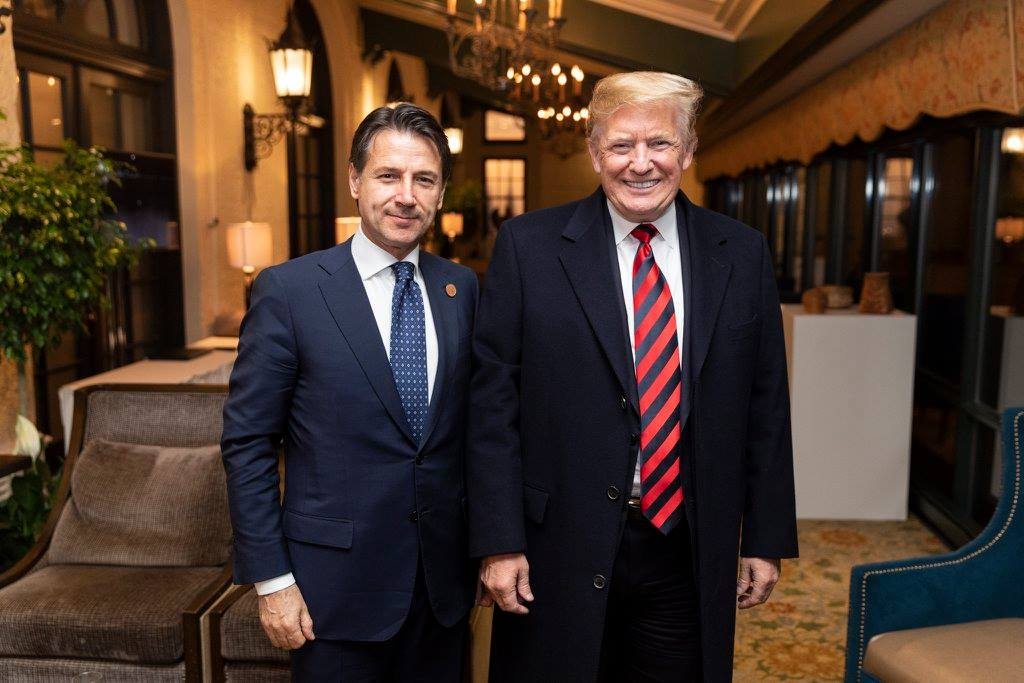
Il Presidente degli Stati Uniti, Donald Trump incontra il Presidente del Consiglio Giuseppe Conte.

Le relazioni bilaterali tra Italia e Stati Uniti d'America fanno riferimento ai rapporti diplomatici, economici e culturali tra l'Italia e gli Stati Uniti d'America.
Le relazioni tra i due paesi sono iniziate formalmente nel 1861. Storicamente i rapporti tra le due nazioni sono sempre stati amichevoli, come testimoniano le fitte relazioni diplomatiche e i numerosi e notevoli scambi economici e culturali. Inoltre la comunità italiana, o di discendenza italiana, negli Stati Uniti ammonta a 18 milioni di abitanti, facendone la quarta nazione di origine tra la popolazione bianca. Gli Stati Uniti hanno avuto rappresentanza diplomatica nella nazione italiana e nella sua nazione precedente, il Regno d'Italia, dal 1840. Tuttavia, nel 1891 il governo italiano interruppe le relazioni diplomatiche e contemplò brevemente la guerra contro gli Stati Uniti come risposta al caso irrisolto del linciaggio di undici italiani a New Orleans, in Louisiana, e vi fu una rottura nelle relazioni dal 1941 al 1943, mentre l'Italia e gli Stati Uniti erano in guerra.
Dopo la seconda guerra mondiale, l'Italia divenne un partner transatlantico forte e attivo che, insieme agli Stati Uniti, ha cercato di promuovere ideali democratici e cooperazione internazionale in aree di conflitto e conflitti civili. A tal fine, il governo italiano ha collaborato con gli Stati Uniti nella formulazione di politiche di difesa, sicurezza e mantenimento della pace. In base ad accordi bilaterali di lunga data derivanti dall'adesione alla NATO, l'Italia ospita importanti forze armate statunitensi di notevole importanza strategica: la caserma Ederle a Vicenza e Camp Darby a Livorno ospitano la United States Army Africa dell'esercito degli Stati Uniti; la base aerea di Aviano ospita il 31st Fighter Wing della USAF; mentre presso la base aerea di Sigonella, l'aeroporto di Napoli-Capodichino e a Gaeta opera la Sesta Flotta della marina militare statunitense. Gli Stati Uniti hanno circa 11.500 militari in servizio in Italia. L'Italia ospita il NATO Defense College a Roma.
L'Italia è un partner leader nelle iniziative antiterrorismo, essendo un membro fondatore sia dell'UE che della NATO, e gli Stati Uniti e l'Italia cooperano nelle Nazioni Unite, in varie organizzazioni regionali e bilateralmente per la pace, la prosperità e la sicurezza.
L'Italia ha un'ambasciata a Washington e consolati generali a Boston, Chicago, Detroit, Filadelfia, Houston, Los Angeles, Miami, New York, San Francisco, un consolato a Newark, oltre ad un'estesa rete consolare dipendente dai consolati principali. Gli Stati Uniti d'America hanno un'ambasciata a Roma a Villa Taverna, tre consolati generali a Firenze, Milano, Napoli e un consolato onorario a Trieste. Entrambi i Paesi sono membri dell'OSCE e della NATO.
Oltre a stringere legami governativi, economici e culturali, secondo i sondaggi di opinione globali di Pew Research, l'Italia è una delle nazioni più filo-americane al mondo, con il 70% degli italiani che vede gli Stati Uniti favorevolmente nel 2002, passando al 78% nel 2014. Secondo il Global Leadership Report degli Stati Uniti del 2012, il 51% degli italiani approvava la leadership americana sotto l'amministrazione Obama, con il 16% di disapprovazione e il 33% di incertezza. Dall'altro lato, molti americani hanno anche una visione favorevole dell'Italia, con oltre il 70-80% di americani che vedono l'Italia come paese preferito.
Dal 7 marzo 2016 l'ambasciatore italiano a Washington è Armando Varricchio, mentre l'ambasciatore statunitense a Roma è, dal 2017, Lewis Eisenberg.

## Dati comparati
|                        | Italia                                                                                        | Stati Uniti d'America                                                      |
| ---------------------- | --------------------------------------------------------------------------------------------- | -------------------------------------------------------------------------- |
| Emblema                | Emblema della Repubblica Italiana                                                             | Emblema degli Stati Uniti d'America                                        |
| Continente             | Europa                                                                                        | America                                                                    |
| Popolazione            | 60.418.711                                                                                    | 321.671.000                                                                |
| Superficie             | 301.338 km²                                                                                   | 9.826.630 km²                                                              |
| Densità di popolazione | 200/km²                                                                                       | 31/km²                                                                     |
| Capitale               | Roma                                                                                          | Washington                                                                 |
| Città più popolata     | Roma – 2.901.411 ab.                                                                          | New York – 8.363.710 ab.                                                   |
| Forma di governo       | Repubblica parlamentare                                                                       | Repubblica presidenziale                                                   |
| Primo capo             | Primo Presidente del Consiglio dei Ministri del Regno d’Italia Camillo Benso, conte di Cavour | Presidente George Washington                                               |
| Presidenti odierni     | Presidente del Consiglio dei Ministri della Repubblica Italiana Giorgia Meloni                | Presidente Donald Trump                                                    |
| Lingua ufficiale       | Italiano                                                                                      | Inglese                                                                    |
| Religioni              | 92% Cristianesimo di cui 88% Cattolicesimo romano, 6% non religiosi, 2% Islam                 | 75% Cristianesimo, 20% non religiosi, 2% Giudaismo, 1% Buddhismo, 1% Islam |
| Valuta                 | Euro                                                                                          | Dollaro statunitense                                                       |
| PIL (nominale)         | $ 2,118 trilioni (pro capite $35.435)                                                         | $14,441 trilioni (pro capite $47.440)                                      |
| Popolazione espatriata | 2.789 americani risiedono in Italia                                                           | 17.815.289 italo-americani                                                 |

Capi di Stato dell'Italia e Stati Uniti dal 1994

## Storia

### Prima della seconda guerra mondiale
Dopo la morte di 11 italiani durante un linciaggio di massa nel 1891, le relazioni tra le nazioni furono tese. Il governo italiano richiese che alla vicenda fosse assicurata giustizia e che le famiglie delle vittime fossero risarcite. Quando gli Stati Uniti rifiutarono di perseguire i capi della protesta, l'Italia ritirò il suo ambasciatore da Washington per protesta. Gli Stati Uniti hanno seguito l'esempio, ritirando la sua legazione da Roma. Le relazioni diplomatiche sono rimaste in un vicolo cieco per oltre un anno. Quando il presidente Benjamin Harrison accettò di versare un indennizzo di $ 25.000 alle famiglie delle vittime, il Congresso tentò senza successo di intervenire, accusandolo di "usurpazione esecutiva incostituzionale dei poteri del Congresso".

### L'ascesa del fascismo e della seconda guerra mondiale
Dopo l'ascesa al potere di Mussolini, gli Stati Uniti si congratularono per i suoi primi risultati, incluso l'aiuto nelle relazioni tra i due paesi. Le relazioni si deteriorarono dopo che l'Italia invase l'Etiopia. Questo è stato il periodo in cui gli Stati Uniti hanno iniziato a praticare l'isolazionismo.
Dal 1941 al 1943 l'Italia era in guerra con gli Stati Uniti. Dal 1943 fino alla fine della guerra l'unica parte dell'Italia in guerra con gli Stati Uniti fu lo stato fantoccio tedesco della Repubblica Sociale Italiana. I partigiani italiani e Vittorio Emanuele III e i suoi fedelissimi dal 1943 in poi aiutarono gli Stati Uniti e gli altri alleati durante la campagna d'Italia della seconda guerra mondiale. Quando la guerra finì, gli Stati Uniti occuparono l'Italia fino al suo plebiscito sulla forma istituzionale dello Stato. Gli Stati Uniti aiutarono con il passaggio da una monarchia a una repubblica nel 1946. Da allora, l'Italia è diventata un alleato degli Stati Uniti e un cuscinetto contro la diffusione del comunismo in Europa.

### 1946-1989

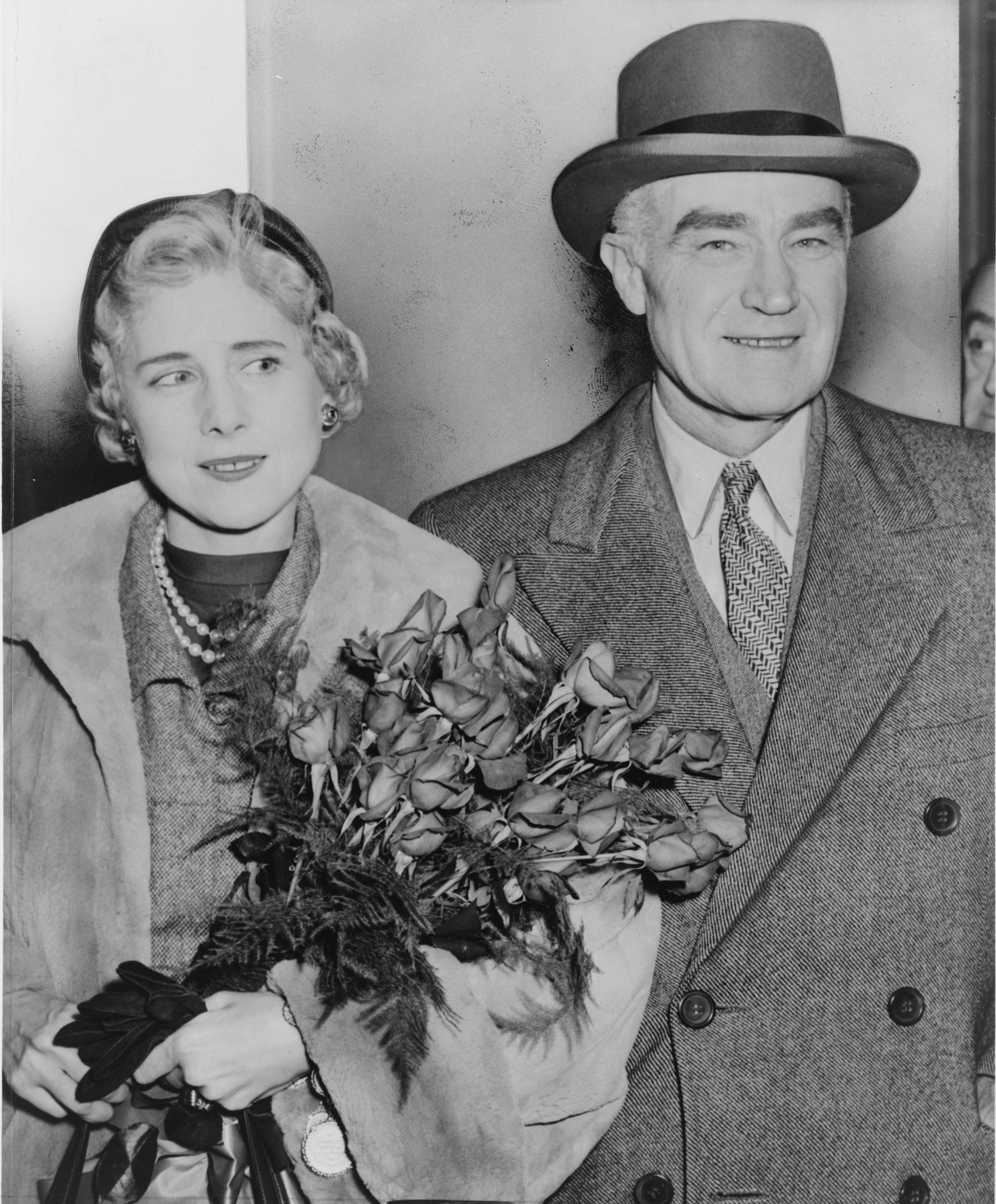
Chiara Boothe Luce, ambasciatore degli Stati Uniti in Italia, con il marito Henry Luce (1954)

Dopo che l'Italia divenne una Repubblica (nel 1946), firmò un Trattato di pace con gli Alleati (1947), e divenne un membro dell'Organizzazione del Trattato dell'Atlantico del Nord (NATO) nel 1949 e un alleato degli Stati Uniti, che contribuì a rilanciare l'Economia italiana attraverso il Piano Marshall. Negli stessi anni, anche l'Italia divenne membro della Comunità europea del carbone e dell'acciaio (CECA), che alla fine si è trasformata in Unione Europea (UE).
Il primo ministro cristiano-democratico Alcide De Gasperi (1945-1953) godette di un considerevole sostegno negli Stati Uniti, dove fu visto come l'uomo in grado di contrastare la crescente ondata del comunismo - in particolare il PCI, che era il più grande partito comunista in Europa occidentale. Nel gennaio del 1947 visitò gli Stati Uniti. Gli obiettivi principali del viaggio erano di ammorbidire i termini del trattato di pace in sospeso con l'Italia e di ottenere assistenza economica immediata. Il suo tour di dieci giorni, progettato dal magnate dei media Henry Luce - il proprietario del Time Magazine - e da sua moglie Clare Boothe Luce, il futuro ambasciatore a Roma, venne visto come un "trionfo" dei media, suscitando commenti positivi su un'ampia sezione della stampa americana.
Durante i suoi incontri negli Stati Uniti, riuscì a ottenere un prestito Eximbank da 100 milioni di dollari finanziariamente modesto ma politicamente significativo per l'Italia. Secondo De Gasperi, l'opinione pubblica avrebbe considerato il prestito come un voto di fiducia nel governo italiano e avrebbe rafforzato la sua posizione rispetto al Partito Comunista nel contesto dell'emergente Guerra fredda. I risultati positivi rafforzarono la reputazione di De Gasperi in Italia. Ritornò anche con utili informazioni sul cambiamento incipiente della politica estera americana che avrebbe portato alla guerra fredda e in Italia la rottura con i comunisti e i socialisti di sinistra e il loro allontanamento dal governo nella crisi del maggio 1947.

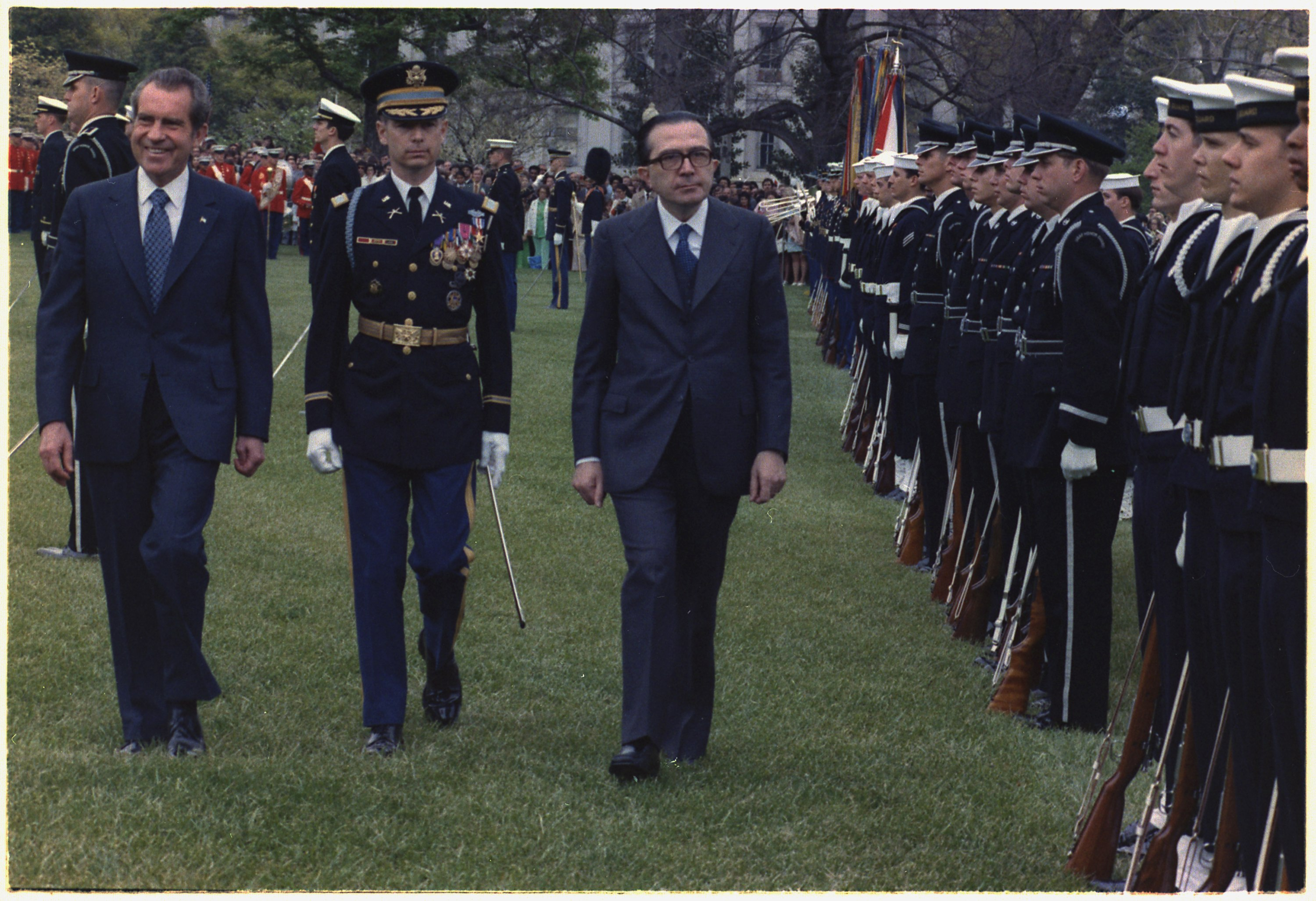
Il primo ministro Giulio Andreotti con il presidente Richard Nixon nel 1973

L'Italia ha affrontato l'instabilità politica negli anni '70, che si è conclusa negli anni '80. Conosciuto come anni di piombo, questo periodo è stato caratterizzato da conflitti sociali diffusi e atti terroristici compiuti da movimenti extraparlamentari. L'assassinio del presidente della Democrazia Cristiana (DC), Aldo Moro, portò alla fine di un "compromesso storico" tra la DC e il Partito Comunista (PCI). Negli anni '80, per la prima volta, due governi furono gestiti da un repubblicano (Giovanni Spadolini) e un socialista (Bettino Craxi) piuttosto che da un membro della DC.
Molti aspetti degli anni del piombo sono ancora avvolti nel mistero e il dibattito su di essi continua. Ci sono stati molti, soprattutto a sinistra, che ha parlato dell'esistenza in quegli anni di una strategia della tensione. Secondo questa teoria, forze occulte e straniere furono coinvolte nella creazione di una "strategia di tensione". Organizzazioni identificate includevano: Gladio, una struttura anticomunista segreta della NATO; la loggia massonica P2, scoperta nel 1981 in seguito all'arresto del suo leader Licio Gelli; organizzazioni fasciste del "terrorismo nero" come l'Ordine Nuovo o l'Avanguardia Nazionale; il Servizio per le informazioni e la sicurezza militare; e gli Stati Uniti. Questa teoria è riemersa negli anni '90, in seguito al riconoscimento da parte del Primo Ministro Giulio Andreotti dell'esistenza di Gladio prima dell'assemblea parlamentare del 24 ottobre 1990. Indagini giuridiche sul bombardamento di Piazza Fontana e sul massacro di Bologna e diversi rapporti parlamentari hanno indicato una strategia deliberatamente di tensione. Il procuratore di Milano Guido Salvini accusò un ufficiale della Marina degli Stati Uniti, David Carrett, per il suo ruolo nel bombardamento di Piazza Fontana. Sospese anche Carlo Rocchi, un agente della CIA in Italia, nel 1995 mentre cercava informazioni sul caso a metà degli anni '90. Nel 2000, un rapporto della Commissione parlamentare dell'allora governo di centrosinistra concluse che la strategia di tensione era stata sostenuta dagli Stati Uniti per "fermare il PCI, e fino a un certo punto anche il PSI, dal raggiungimento del potere esecutivo nel paese."
Con la fine degli anni di piombo (1969-1989), il Partito Comunista Italiano aumentò gradualmente i suoi voti sotto la guida di Enrico Berlinguer. Il Partito Socialista (PSI), partner dei Democratici Cristiani e guidato dal Primo Ministro Bettino Craxi, divenne sempre più critico nei confronti dei comunisti e dell'Unione Sovietica; lo stesso Craxi spinse a favore della posizione del presidente americano Ronald Reagan sui missili Pershing II in Italia, una mossa contestata caldamente dai comunisti. Dopo la caduta del muro di Berlino, l'Italia affrontò sfide significative, in quanto gli elettori, disincantati dalla paralisi politica passata, dall'enorme debito pubblico e da un vasto sistema di corruzione (chiamato collettivamente Tangentopoli dopo essere stato scoperto dall'inchiesta "Mani pulite"), richiedevano riforme politiche, economiche ed etiche. Gli scandali coinvolsero tutti i principali partiti, ma soprattutto quelli della coalizione di governo: tra il 1992 e il 1994 la Democrazia Cristiana subì una grave crisi e fu sciolta, dividendosi in più parti, e anche i socialisti e gli altri partiti minori al governo si disciolsero. I comunisti si riorganizzarono come una forza socialdemocratica.

### Anni 1990
Durante gli anni '90 e 2000, gli Stati Uniti e l'Italia hanno sempre collaborato come partner della NATO su questioni come la Guerra del Golfo, il Libano, il processo di pace in Medio Oriente, colloqui multilaterali, mantenimento della pace in Somalia e Mozambico, traffico di stupefacenti, traffico di donne e bambini e terrorismo. In base ad accordi bilaterali di lunga data derivanti dall'adesione alla NATO, l'Italia ospita importanti forze militari statunitensi a Vicenza e Livorno (esercito); Aviano (aeronautica militare); e Sigonella, Gaeta e Napoli - porti per la sesta flotta degli Stati Uniti. Gli Stati Uniti hanno circa 13.000 militari di stanza in Italia. L'Italia ospita il NATO Defense College a Roma.

### Anni 2000

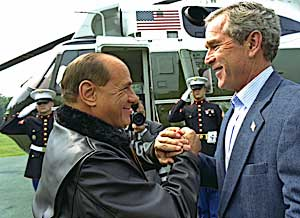
Il primo ministro Silvio Berlusconi e il presidente George W. Bush nel 2002

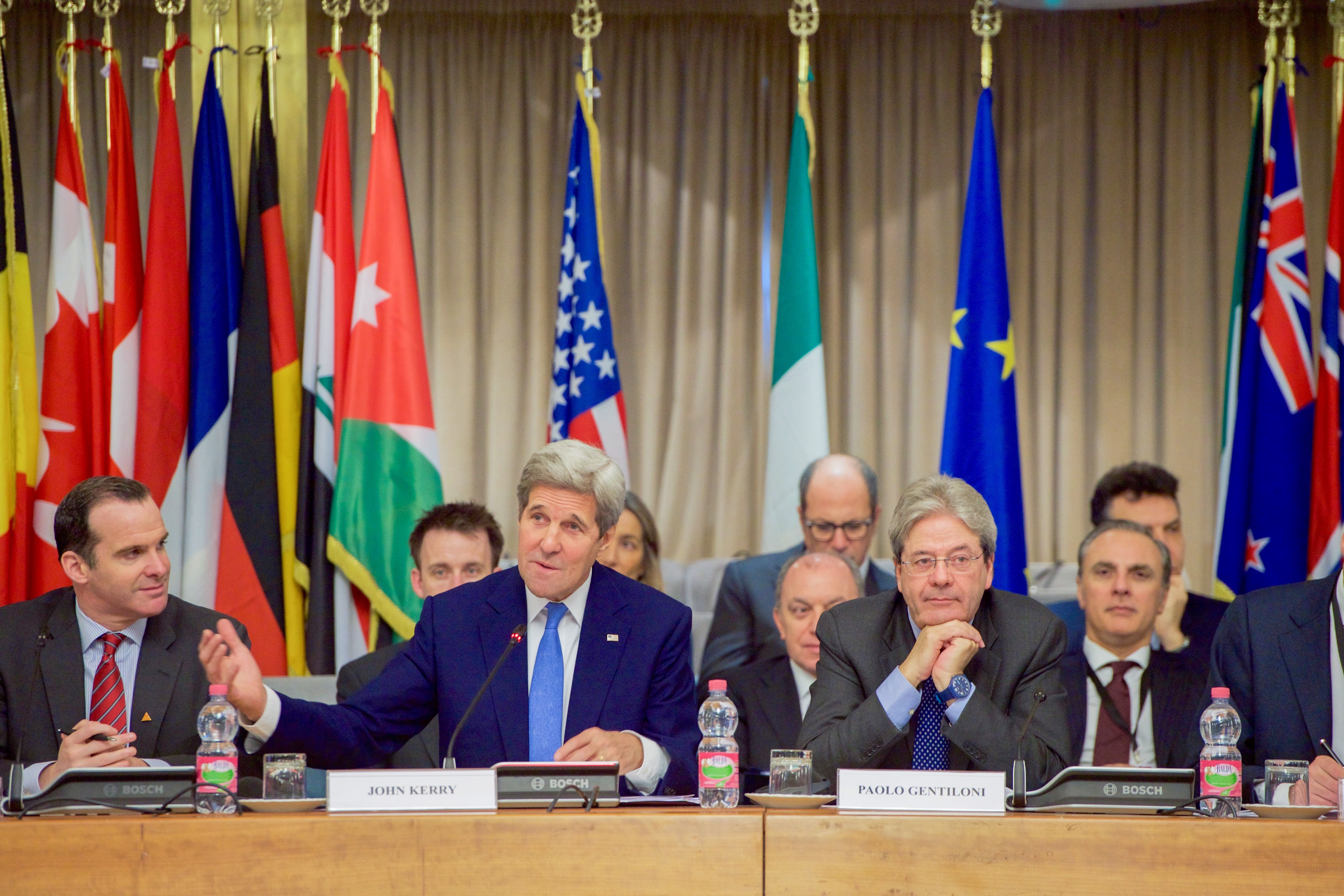
Il Segretario di Stato americano John Kerry e il Ministro degli Esteri italiano Paolo Gentiloni, febbraio 2016

Durante gli anni 2000, Berlusconi e i suoi governi hanno avuto una forte tendenza a sostenere le politiche estere statunitensi, nonostante il divario politico tra gli Stati Uniti e molti membri fondatori dell'Unione europea (Germania, Francia, Belgio) durante l'amministrazione Bush Sotto la sua guida il governo italiano ha spostato la sua posizione tradizionale sulla politica estera dall'essere il governo occidentale più filo-arabo, verso una maggiore amicizia con Israele e Turchia. L'Italia, con Berlusconi in carica, divenne un solido alleato degli Stati Uniti grazie al suo sostegno nella guerra in Afghanistan e nella guerra in Iraq a seguito dell'invasione dell'Iraq nel 2003 nella guerra al terrorirismo. Silvio Berlusconi, nei suoi incontri con il segretario generale delle Nazioni Unite Kofi Annan e il presidente degli Stati Uniti George W. Bush, ha affermato di aver spinto per "una chiara inversione di tendenza nella situazione irachena" e per un rapido passaggio di sovranità al governo scelto dagli iracheni. L'Italia aveva di stanza circa 3.200 soldati nel sud dell'Iraq, il terzo contingente più grande lì dopo le forze americane e britanniche. Le truppe italiane furono gradualmente ritirate dall'Iraq nella seconda metà del 2006 con gli ultimi soldati che lasciarono il paese a dicembre dello stesso anno.
Durante il suo secondo governo di centrosinistra dal 2006 al 2008, il presidente del consiglio dei ministri Romano Prodi ha mostrato il senso della sua nuova politica estera quando si è impegnato a ritirare le truppe italiane dall'Iraq e ha definito la guerra in Iraq un "grave errore che non ha risolto nulla ma ha aumentato il problema di sicurezza".

### Anni 2020-presente
Gli scambi bilaterali di beni e servizi tra Stati Uniti e Italia hanno superato la cifra di 126 miliardi di dollari nel 2023. Gli Stati Uniti sono il più grande mercato extra-europeo per le esportazioni italiane e gli investimenti diretti esteri hanno superato i 72 miliardi di dollari nel 2022, supportando più di 440.000 posti di lavoro in entrambi i paesi
Gli Stati Uniti e l’Italia condividono un forte impegno verso gli scambi educativi, culturali e professionali. Secondo il Rapporto Open Doors 2021/22, l’Italia si colloca come la prima destinazione per gli studenti statunitensi che studiano all’estero con oltre 30.000 studenti. Nell’anno accademico 2022-23 hanno seguito gli studi negli Stati Uniti oltre 6.200 italiani, con un incremento di oltre il dieci per cento rispetto all’anno accademico precedente. È inoltre forte l’attività turistica: circa sei milioni di turisti americani hanno visitato l’Italia nel corso del 2023. 
Il programma Fulbright  USA-Italia ha celebrato il suo 75º anniversario in Italia nel 2023, evidenziando il costante impegno per lo scambio educativo tra le due nazioni. Questo programma è uno dei più antichi e più grandi in Europa e uno dei più competitivi. Tra gli ex studenti illustri figurano otto vincitori del Premio Nobel e due ex primi ministri italiani.
A maggio 2024, oltre all'ambasciata a Roma, gli Stati Uniti hanno consolati a Milano, Firenze e Napoli, nonché agenzie consolari a Palermo, Venezia e Genova. 
L'Italia possiede un’ambasciata a Washington DC e consolati a Boston, Chicago, Detroit, Houston, Los Angeles, Miami, New York, Filadelfia e San Francisco.
Le priorità nell’anno 2024 tra i due paesi includono il sostegno all’Ucraina nel conflitto ucraino-russo, lo sviluppo sostenibile, la sicurezza alimentare ed energetica, la immigrazione, la cooperazione sull’intelligenza artificiale e i continui sforzi congiunti a sostegno delle infrastrutture e degli investimenti globali.